# Opiesin (powiat łęczycki)
Opiesin – wieś w Polsce położona w województwie łódzkim, w powiecie łęczyckim, w gminie Daszyna, w sołectwie Łubno.
W latach 1975–1998 miejscowość należała administracyjnie do województwa płockiego.
Wierni Kościoła rzymskokatolickiego należą do parafii św. Mateusza Apostoła i św. Rocha w Starej Sobótce, a wierni Kościoła Starokatolickiego Mariawitów do parafii św. Mateusza Apostoła i Ewangelisty i św. Rocha Wyznawcy w Nowej Sobótce. 